# Cheus annae
Cheus annae is een vlokreeftensoort uit de familie van de Cheidae. De wetenschappelijke naam van de soort is voor het eerst geldig gepubliceerd in 1982 door Thurston.